# Werfer-Länderkampf der Männer 1986 BR Deutschland A/B – Finnland / BR Deutschland A/B – Kanada
| 1./2./3./4. Leichtathletik-Länderkampf mit bundesdeutscher Beteiligung 1986                                                              | 1./2./3./4. Leichtathletik-Länderkampf mit bundesdeutscher Beteiligung 1986 |
| --- | --------------------------------------------------------------------------- |
| |                                                                             |
| Werfer-Vergleich der Männer: BR Deutschland A – Finnland BR Deutschland B – Finnland BR Deutschland A – Kanada BR Deutschland B – Kanada |                                                                             |
| Austragungsort | Rehlingen-Siersburg                                                         |
| Wettbewerbe | 4                                                                           |
| Datum | 19. Mai                                                                     |
| 1. FRG A 2. FIN | 24 Punkte 20 Punkte                                                         |
| 1. FIN 2. FRG B | 26 Punkte 18 Punkte                                                         |
| 1. FRG A 2. CAN | 30 Punkte 13 Punkte                                                         |
| 1. FRG B 2. CAN | 27 Punkte 16 Punkte                                                         |
| Chronik |                                                                             |
| ← letzter LK 1985: 00FRA-FRG Geher (F)                                                                                                   | FRG-FIN/FRG-CAN Werfer (F) →                                                |

Der erste, zweite, dritte und vierte Vergleich des Länderkampfjahres 1986 wurden gemeinsam in einer Veranstaltung am 19. Mai in Rehlingen ausgetragen. Die bundesdeutschen Werfer traten hier mit einem A- und einem B-Team gegen Finnland und Kanada an. Gegen Finnland hatte es in den beiden Vorjahren Ländervergleiche gegeben, die die bundesdeutschen Vertreter beide für sich entschieden hatten. Kanada war im letzten Jahr zum ersten Mal Gegner der bundesdeutschen Werfer gewesen. Die Wettkämpfe hatten gemeinsam mit Finnland in getrennter Wertung stattgefunden und auch gegen Kanada hatte die Bundesrepublik die Oberhand behalten. Auch die Frauen trugen zum selben Datum am selben Ort einen Länderkampf gegen dieselben beiden Länder aus.

## Modus
Auf dem Programm standen die vier olympischen Wettbewerbe aus dem Bereich Wurf/Stoß, Die Bundesrepublik startete in den vier Länderkämpfen mit vier Teilnehmern je Wettbewerb. Die ersten beiden von ihnen wurden jeweils für Deutschland A gewertet, die beiden dahinter platzierten Athleten kamen jeweils für Deutschland B in die Wertung. Finnland hatte jeweils zwei Teilnehmer in den Wettbewerben, die sowohl gegen Deutschland A als auch gegen Deutschland B gewertet wurden. Kanada war mit entweder drei oder zwei Teilnehmern je Wettbewerb am Start, von denen die ersten beiden sowohl gegen Deutschland A als auch gegen Deutschland B gewertet wurden. Im Hammerwurf war Kanada durch nur einen Wettkämpfer vertreten. Die Punkte wurden in allen vier Vergleichen standardmäßig vergeben.

## Ergebnis
Im Vergleich mit Finnland gingen das Kugelstoßen und der Speerwurf sowohl im Vergleich mit dem bundesdeutschen A- als auch mit dem B-Team an Finnland. Die Diskuswurf-Wertung sicherten sich dagegen beide bundesdeutschen Mannschaften. Im Hammerwurf lag die bundesdeutsche A-Vertretung vor Finnland, die B-Mannschaft dahinter.
Kanada war mit Ausnahme des Speerwurfs jeweils beiden bundesdeutschen Teams unterlegen. Einzig im Speerwurf konnten die kanadischen Athleten die bundesdeutsche Zweitbesetzung schlagen.
Von den vier Ländervergleichen gingen drei an die Bundesrepublik, einer an Finnland:
- Bundesrepublik Deutschland A – Finnland: 24 Punkte zu 20 Punkte
- Bundesrepublik Deutschland B – Finnland: 26 Punkte zu 18 Punkte
- Bundesrepublik Deutschland A – Kanada: 30 Punkte zu 13 Punkte
- Bundesrepublik Deutschland B – Kanada: 27 Punkte zu 16 Punkte

### Kugelstoßen
| Platz | Athlet          | Land  | Weite (m) | Länderkampfwertung | Länderkampfwertung |
| ----- | --------------- | ----- | --------- | ------------------ | ------------------ |
| 1     | Janne Ronkainen | FIN   | 20,16     | 1. FIN 2. FRG A    | 6 P 5 P            |
| 2     | Karsten Stolz   | FRG A | 20,06     | 1. FIN 2. FRG A    | 6 P 5 P            |
| 3     | Udo Gelhausen   | FRG A | 19,93     | 1. FIN 2. FRG B    | 7 P 4 P            |
| 4     | Peter Kassubek  | FRG B | 18,77     | 1. FIN 2. FRG B    | 7 P 4 P            |
| 5     | Kari Toyrylä    | FIN   | 18,58     | 1. FRG A 2. CAN    | 8 P 3 P            |
| 6     | Stefan Schröfel | FRG B | 18,32     | 1. FRG A 2. CAN    | 8 P 3 P            |
| 7     | Peter Dajias    | CAN   | 17,80     | 1. FRG B 2. CAN    | 8 P 3 P            |
| 8     | Rob Venier      | CAN   | 17,54     | 1. FRG B 2. CAN    | 8 P 3 P            |
| 9     | Hilton Lome     | CAN   | 16,34     | 1. FRG B 2. CAN    | 8 P 3 P            |

### Diskuswurf
| Platz | Athlet          | Land  | Weite (m) | Länderkampfwertung | Länderkampfwertung |
| ----- | --------------- | ----- | --------- | ------------------ | ------------------ |
| 1     | Rolf Danneberg  | FRG A | 63,82     | 1. FRG A 2. FIN    | 8 P 3 P            |
| 2     | Alois Hannecker | FRG A | 60,80     | 1. FRG A 2. FIN    | 8 P 3 P            |
| 3     | Wulf Brunner    | FRG B | 60,10     | 1. FRG B 2. FIN    | 8 P 3 P            |
| 4     | Manfred Schmitz | FRG B | 60,08     | 1. FRG B 2. FIN    | 8 P 3 P            |
| 5     | Raimo Vento     | FIN   | 58,62     | 1. FRG A 2. CAN    | 8 P 3 P            |
| 6     | Ray Lazdins     | CAN   | 57,50     | 1. FRG A 2. CAN    | 8 P 3 P            |
| 7     | Mika Muukka     | FIN   | 54,26     | 1. FRG B 2. CAN    | 8 P 3 P            |
| 8     | Rob Venier      | CAN   | 46,64     | 1. FRG B 2. CAN    | 8 P 3 P            |

### Hammerwurf
| Platz | Athlet           | Land  | Weite (m) | Länderkampfwertung | Länderkampfwertung |
| ----- | ---------------- | ----- | --------- | ------------------ | ------------------ |
| 1     | Klaus Ploghaus   | FRG A | 79,88     | 1. FRG A 2. FIN    | 7 P 4 P            |
| 2     | Juha Tiainen     | FIN   | 79,32     | 1. FRG A 2. FIN    | 7 P 4 P            |
| 3     | Jörg Schaefer    | FRG A | 77,80     | 1. FIN 2. FRG B    | 8 P 3 P            |
| 4     | Harri Huhtala    | FIN   | 76,58     | 1. FIN 2. FRG B    | 8 P 3 P            |
| 5     | Christoph Sahner | FRG B | 75,68     | 1. FRG A 2. CAN    | 8 P 2 P            |
| 6     | Marc Odenthal    | FRG B | 75,38     | 1. FRG A 2. CAN    | 8 P 2 P            |
| 7     | Daren McFee      | CAN   | 57,56     | 1. FRG B 2. CAN    | 8 P 2 P            |

### Speerwurf
| Platz | Athlet           | Land  | Weite (m) | Länderkampfwertung | Länderkampfwertung |
| ----- | ---------------- | ----- | --------- | ------------------ | ------------------ |
| 1     | Seppo Räty       | FIN   | 79,32     | 1. FIN 2. FRG A    | 7 P 4 P            |
| 2     | Wolfram Gambke   | FRG A | 77,54     | 1. FIN 2. FRG A    | 7 P 4 P            |
| 3     | Mike Mahovlich   | CAN   | 76,32     | 1. FIN 2. FRG B    | 8 P 3 P            |
| 4     | Jyrki Blom       | FIN   | 76,02     | 1. FIN 2. FRG B    | 8 P 3 P            |
| 5     | Steve Feraday    | CAN   | 75,06     | 1. FRG A 2. CAN    | 6 P 5 P            |
| 6     | Andreas Linden   | FRG A | 73,00     | 1. FRG A 2. CAN    | 6 P 5 P            |
| 7     | Peter Schreiber  | FRG B | 72,72     | 1. CAN 2. FRG B    | 8 P 3 P            |
| 8     | Frieder Michel   | FRG B | 71,36     | 1. CAN 2. FRG B    | 8 P 3 P            |
| 9     | Peter Massfeller | CAN   | 68,90     | 1. CAN 2. FRG B    | 8 P 3 P            |